# Meckesheim
Meckesheim è un comune tedesco di 5 386 abitanti, situato nel land del Baden-Württemberg.

## Amministrazione

### Gemellaggi
- Jouy-en-Josas, dal 1971